# Buzz (Steps)
Buzz è il terzo album in studio del gruppo musicale britannico Steps pubblicato nel 2000.

## Tracce
1. Better the Devil You Know
2. Stomp
3. Summer of Love
4. It's the Way You Make Me Feel
5. You'll Be Sorry
6. Learn to Love Again
7. Never Get Over You
8. Hand on Your Heart
9. Happy Go Lucky
10. Buzzz
11. Here and Now
12. Paradise Lost
13. Wouldn't Hurt So Bad
14. If You Believe

## Formazione
- Lee Latchford-Evans
- Claire Richards
- Lisa Scott-Lee
- Faye Tozer
- Ian "H" Watkins